# Oryzopsis vicaria
Oryzopsis vicaria är en gräsart som beskrevs av Grig. Oryzopsis vicaria ingår i släktet Oryzopsis och familjen gräs. Inga underarter finns listade i Catalogue of Life.